# Yonderboi
Yonderboi (né László Fogarasi Jr. en 1980 à Mernye (Hongrie) est un compositeur hongrois de musique électronique. Il est aussi connu sous le pseudonyme de Paul Légère.
Il commença à créer ses premières compositions sur son ordinateur alors qu'il était à l'école secondaire. Après ses 16 ans, il envoya une démo à "Juice Records". Elle fut rapidement suivie par un EP intitulé "Cinnamon Kisses". Ensuite, son single Pink Solidism a été inclus sur la compilation Future sound of Budapest vol. 2. Après cela, il compose l'album Shallow and Profound, qui lui fera gagner une notoriété internationale. En 2005, il sort son 2e LP Splendid Isolation.
Avec le groupe de rock électronique colorStar, Yonderboi est un des pionniers de la nouvelle scène hongroise des années 2000.
Son pseudo s'inspire de Yonderboy, un personnage de Neuromancer.
Le titre Were You Thinking Of Me? a été utilisé dans le jeu FIFA 08. Le titre Follow Me Home a été utilisé dans le jeu Test Drive Unlimited. Le titre Motor a été utilisé dans le jeu Tiger Woods PGA Tour 08. Le titre People always talk about weather (Junkie Xl Remix) a été utilisé dans le jeu Need For Speed : Carbon Own The city.

## Discographie
Albums
- 2000 Shallow and Profound (Mole Listening Pearls)
- 2001 Rough and Rare (unofficial)
- 2005 Splendid Isolation (Mole Listening Pearls)
- 2011 Passive Control (Mole Listening Pearls)

Maxi
- 1998 Cinnamon Kisses EP (Juice Records)

Singles
- 2000 Pabadam
- 2005 Were You Thinking of Me?
- 2006 People Always Talk About The Weather

## Vidéographie
Vidéos
- 2001 Road Movie
- 2005 Were You Thinking of Me?
- 2006 People Always Talk About The Weather

## Sources
- (en) Cet article est partiellement ou en totalité issu de l’article de Wikipédia en anglais intitulé « Yonderboi » (voir la liste des auteurs).